# Бета каротин
Бета-каротинът e най-познатият вид от групата на каротеноидите, присъстващ в плодовете и зеленчуците. От около 50-те вида каротеноиди, включени в човешката диета, бета каротинът е най-често срещаният, следван от алфа каротин, бета криптоксантин, лутеин, зеаксантин и ликопен. Тези каротеноиди имат две основни функции в природата: цветът им прави цветята и животните по-атрактивни, а като биоактивни вещества подпомагат жизнени процеси като метаболизма при микроорганизми, растения, животни и хора. Бета каротинът е използван през вековете като безопасен, естествен, жълто-оранжев до червен оцветител в храни и напитки.
Друга причина за неговата широка употреба е дългият списък от благоприятни ефекти за здравето. Бета каротинът предпазва тялото от окисляване, стимулира имунната система, предпазва кожата от вредното влияние на UV лъчите. Бета каротинът е основен източник в диетата ни на витамин А.
Здравословното хранене и балансираната диета намаляват риска от развиване на хронични заболявания. Ежедневната диета трябва да включва поне пет различни порции плодове и зеленчуци, за да гарантира адекватен прием на важни витамини, фибри и каротеноиди, включително бета каротин.

## Естествени източници на бета каротин
Най-високи нива на бета-каротин се намират в пресните плодове и зеленчуци. Замразените и консервирани храни обикновено съдържат значително по-малко бета-каротин. Бета каротинът е причината за цвета на жълти и оранжеви плодове, но може да бъде открит и в растения с друг цвят. Зелени растения като коприва, спанак и броколи са също така богати на бета каротин, както жълти сладки картофи и оранжеви моркови и тикви.
| Зеленчуци                     | Плодове                                   |
| ----------------------------- | ----------------------------------------- |
| Моркови сушени (93,3)         | Кайсии (0,6 – 6,4)                        |
| Червен пипер (30)             | Кайсии сушени (5)                         |
| Моркови пресни (1,8 – 14,7)   | Манго (0,1 – 3,7)                         |
| Коприва (7,18)                | Пъпеши (2,02)                             |
| Лапад (6,9)                   | Сливи сушени (0,51)                       |
| Спанак (3 – 6,7)              | Праскови (0,1 – 0,4)                      |
| Цвекло червено листа (5,69)   | Вишни (0,29)                              |
| Магданоз (4,42)               | Малини, Къпини (0,27)                     |
| Зелен лук (4,32)              | Диня (0,2)                                |
| Червени чушки (3,84)          | Мандарини (0,155)                         |
| Тикви (0,12 – 3,1)            | Касис черен (френско грозде) (0,13)       |
| Сибирски лук (2,611)          | Боровинки (0,13)                          |
| Маруля (1,33)                 | Банани (0,12)                             |
| Зелен фасул (1,28)            | Череши (0,11)                             |
| Салата къдрава (1,2)          | Стафиди (0,1)                             |
| Броколи (0,36 – 1,1)          | Портокали (0,071)                         |
| Чесън (1,01)                  | Дюли, Бадеми (0,06)                       |
| Праз (1)                      | Касис червен (френско грозде) (0,06)      |
| Копър (0,46)                  | Ягоди, Смокини (0,05)                     |
| Грах (0,196 – 0,45)           | Киви (0,045)                              |
| Брюкселско зеле (0,12 – 0,45) | Круши сушени (0,04)                       |
| Боб (0,379)                   | Грозде, Тиквено семе, Фурми сушени (0,03) |
| Зелени чушки (0,1 – 0,3)      | Ябълки (0,027)                            |
| Бакла (0,032 – 0,196)         | Ананас, Пъпеш „Медена роса“ (0,02)        |
| Слънчоглед (0,08)             | Сливи (0,019)                             |
| Кашу (0,06)                   | Круши, Сини сливи (0,014)                 |
| Зеле (0,02 – 0,042)           | Лимони (0,01)                             |

Министерството на земеделието на САЩ изброява следните 10 храни с най-високо съдържание на β-каротин на порция: 
| Артикул                                                                | Грамове на порция | Порция   | Милиграми β-каротин на порция | Милиграми β-каротин на 100 g |
| ---------------------------------------------------------------------- | ----------------- | -------- | ----------------------------- | ---------------------------- |
| Сок от моркови, консерва                                               | 236               | 1 чаша   | 22.0                          | 9.3                          |
| Тиква, консервирана, без сол                                           | 245               | 1 чаша   | 17.0                          | 6.9                          |
| Сладък картоф, варен, печен с кората, без сол                          | 146               | 1 картоф | 16.8                          | 11.5                         |
| Сладък картоф, варен, сготвен, без кора                                | 156               | 1 картоф | 14.7                          | 9.4                          |
| Спанак, замразен, нарязан или листен, сготвен, варен, отцеден, без сол | 190               | 1 чаша   | 13.8                          | 7.2                          |
| Моркови, сготвени, варени, отцедени, без сол                           | 156               | 1 чаша   | 13.0                          | 8.3                          |
| Спанак, консерва, изцедени твърди частици                              | 214               | 1 чаша   | 12.6                          | 5.9                          |
| Сладък картоф, консерва, вакуумна опаковка                             | 255               | 1 чаша   | 12.2                          | 4.8                          |
| Моркови, замразени, сготвени, варени, отцедени, без сол                | 146               | 1 чаша   | 12.0                          | 8.2                          |
| Зеле, замразено, нарязано, сготвено, варено, отцедено, без сол         | 170               | 1 чаша   | 11.6                          | 6.8                          |

Средният дневен прием на бета каротин при нормална диета е по-малко от 2 мг. Количеството бета каротин, което може да бъде абсорбирано, транспортирано и използвано от тялото ни, зависи от редица фактори. Като цяло бета каротинът от хранителни добавки се абсорбира много по-лесно, от колкото бета каротинът в плодовете и зеленчуците. Приготвянето на храните, като пасиране или топлинна обработка, може да улесни усвояването на бета каротин. Друг фактор, който влияе върху усвояването на бета каротин, е наличието на мазнини в червата. Количеството мазнини, необходими за усвояването на каротеноиди е сравнително ниско (около 3 – 5 гр. за хранене).

## Здравословни ефекти на бета каротина

### Защита срещу оксидативен стрес
Кислородът е жизненоважен елемент, но той е също така обвързан с окислителните процеси и с освобождаването на реактивни кислородни радикали. Тези така наречени „свободни радикали“, са необходими при определени физиологични процеси като имунна защита, но прекомерното им отделяне може да доведе до условия за оксидативен стрес, нарушавайки естественото функциониране на липидните клетки и от там, пречейки на функцията на протеините. В тази връзка се смята, че оксидативният стрес играе важна роля при развиването на дегенеративни и други заболявания като рак, сърдечносъдови заболявания, болест на Алцхаймер, имунна недостатъчност, катаракти, както и в естествения процес на стареене. Множество фактори като замърсяването на въздуха, пушенето, токсини от околната среда, UV светлината и неадекватният прием на диетични антиоксиданти, могат да ни изложат на оксидативен стрес.
Бета каротинът е силен антиоксидант и различни епидемиологични изследвания сочат обратно пропорционална връзка между дегенеративните болести, свързани с оксидативния стрес и приемът на каротеноиди. Изглежда, че бета каротинът в умерени количества има благоприятно влияние върху здравето на хората, но приет в големи количества може да има неблагоприятен ефект при пушачи и хора с азбест.

### Стимулиране на имунната система
Имунната система предпазва тялото ни от инфекции и развиване на ракови образувания. Адекватното функциониране на имунната система може да бъде компрометирано от множество различни фактори като стрес, замърсяване и прекомерно физическо натоварване. Много от здравословните проблеми, обикновено асоциирани с остаряването, също са свързани с имунната система. Храненето играе важна роля за имунната система, като приемът на бета каротин подпомага функцията на клетките. Способността на бета каротина и други каротеноиди да предпазват от инфекции е демонстрирана от различни изследвания. Бета каротинът спомага за увеличаването на белите кръвни телца в организма, както и активността на естествените клетки убийци. Начинът, по който бета каротинът стимулира имунната система може да бъде обяснен с първоначалното му преобразуване във витамин А (жизненоважен за естественото функциониране на имунната система). Друго обяснение е, че антиоксидантното действие на бета каротинът може да предпазва клетките на имунната система от реактивните кислородни радикали. Въпреки това, скорошни изследвания показват, че бета каротинът подпомага имунната система по много по-комплексен начин и остава още много докато бъде напълно разбран молекулярният механизъм на действие.

### Бета каротинът и кожата
Човешката кожа е постоянно изложена на вътрешни и външни влияния, които могат да нарушат нейното състояние и функция. Вследствие на това, кожата може да претърпи промени, водещи до стареене, възпаления, дисбалансирана епидермална хомеостаза или други кожни проблеми. Фотостареенето е вероятно най-разпространеният вид преждевременно стареене, резултат от прекомерното излагане на ултравиолетовото лъчение на слънцето. Този тип стареене се характеризира с бръчки, неравномерна пигментация, груба кожа и загуба на цвета на кожата. Бета каротинът, както и другите каротеноиди, предпазва изложените на слънце тъкани. Може да бъде приеман орално и в комбинация с различни слънцезащитни продукти. Въпреки че слънцезащитният фактор е относително нисък в сравнение с този при външно приложените продукти, прагът на толерантност към слънчевите лъчи се покачва значително и сериозността на слънчевите изгаряния се понижава значително.